# Toéssin-Foulbé
Pour les articles homonymes, voir Toéssin.
Ne doit pas être confondu avec Toéssin (Rollo).
Toéssin-Foulbé est une localité située dans le département de Rollo de la province du Bam dans la région Centre-Nord au Burkina Faso. En 2006, cette localité comptait 1 148 habitants dont 52% de femmes.

## Éducation et santé
Le centre de soins le plus proche de Toéssin-Foulbé est le centre de santé et de promotion sociale (CSPS) de Rollo tandis que le centre médical avec antenne chirurgicale (CMA) de la province se trouve à Kongoussi.